# Корреа, Павлос
Павлос Корреа (греч. Παύλος Κορρέα; 14 июля 1998, Пафос) — кипрский футболист, защитник клуба «Анортосис» и сборной Кипра.

## Биография

### Клубная карьера
Родился в кипрском городе Пафос в семье киприотки и выходца из Панамы. Воспитанник «Акритас Хлоракас», в 2015 году он перешёл в молодёжную команду «Анортосиса». Дебютировал в чемпионате Кипра 20 мая 2017 года в матче последнего тура против «АЕК Ларнака», отыграв весь матч. В сезоне 2018/19 выступал на правах аренды в клубе второго дивизиона «Арис» Лимасол. В начале 2020 года также выступал в аренде в клубе высшей лиги «Этникос» (Ахна).

### Карьера в сборной
Принимал активное участие в отборочном турнире молодёжного чемпионата Европы 2021 и был капитаном молодёжной сборной в трёх матчах. За основную сборную Кипра дебютировал в июне 2022 года, сыграв в двух матчах Лиги наций УЕФА против Северной Ирландии и Греции.

## Достижения
«Анортосис»
- Обладатель Кубка Кипра: 2020/21